# Pfarrhof (Allershausen)

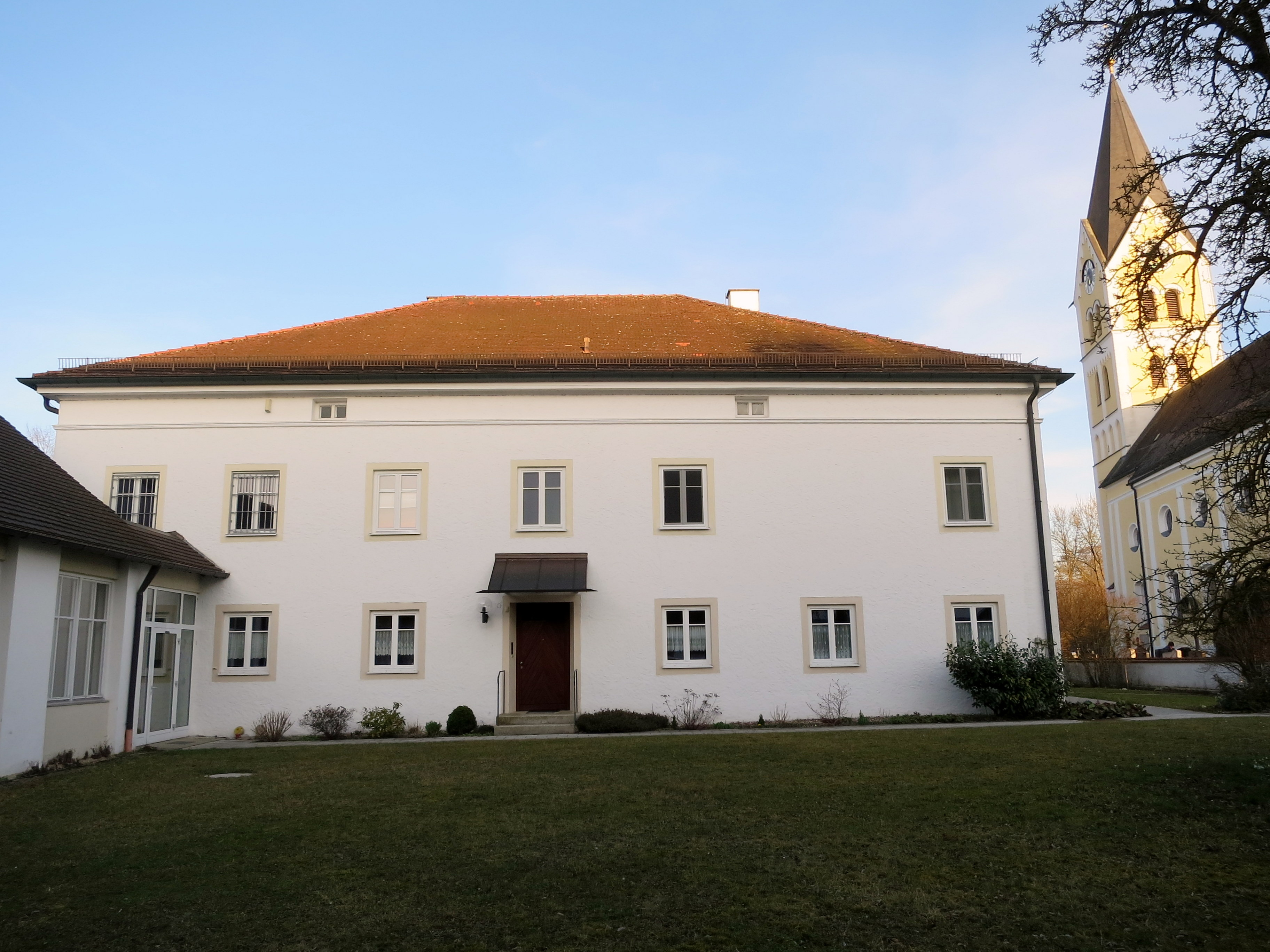
Pfarrhaus von Allershausen, Wohngebäude des ehemaligen Pfarrhofs

Das katholische Pfarrhaus, ein Teil des ehemaligen Pfarrhofs von Allershausen, steht in der Kirchstraße 9 der Gemeinde Allershausen im Landkreis Freising in Bayern.

## Geschichte
1748 brannte der Pfarrhof nieder, an dessen Wiederaufbau eine Steinplatte („ex cinere resurrexit“) über der südlichen Haustüre erinnert. 
Seit 1768 war Pater Marinus Thalhauser Pfarrvikar. Im Jahr 1777 brannten die Wirtschaftsgebäude des Pfarrhofs ab und wurden auf Anordnung des damaligen Abtes Joseph von Neustift wieder aufgebaut. Der Abt beschloss im gleichen Jahr, die Kirche bis auf den Turm abzureißen und in größerem Umfang neu zu errichten.
Am 4. Oktober 1783 weihte Fürstbischof Franz Joseph von Welden aus Freising die Kirche ein. Nachdem der Abt und der Fürstbischof denselben Namenspatron hatten, trat an die Stelle des bisherigen Kirchenpatrons Martin der heilige Joseph. Pfarrvikar Pater Marinus – inzwischen erblindet – erneuerte im Weihegottesdienst seine Ordensgelübde. Anschließend wurden auf der Wiese neben der Glonn (heute Pfarrhausgarten) 754 Personen die Firmung gespendet. Abt Joseph ließ 1786 auch ein erstes Schulhaus für die Pfarrei erbauen.
Für die Kleinkinder konnte 1975 unter Pfarrer Franz Xaver Sebald ein Pfarrkindergarten neben dem Pfarrhaus eröffnet werden. Als sich 30 Jahre später die Frage einer Sanierung des Gebäudes stellte, wurde 2005 in Zusammenarbeit mit der Gemeinde ein Kinderhaus eröffnet, worin der Pfarrkindergarten ein neues Zuhause fand.
Nachdem in den 1960er Jahren der Pfarrstadel neben dem Pfarrhaus abgebrannt war, wurde ein Pfarrsaal errichtet und später mit einer Theaterbühne verbunden. Im Jahr
1995 erhielt Pfarrer Manfred Hoska (Pfarrer von 1981 bis 2004) den Auftrag, Allershausen mit den nicht mehr besetzten Pfarreien Hohenkammer und Kirchdorf zusammen zu einem Pfarrverband zu formen. Sitz des Pfarrverbands ist der Pfarrhof von Allershausen.

## Beschreibung des geschützten Baudenkmals
Das Gebäude ist ein zweigeschossiger barocker Putzbau mit Speichergeschoss und flachem Walmdach, bezeichnet mit „1752“. Es wurde in den Jahren von 1860 bis 1680 wesentlich erneuert.
Dieses Überbleibsel des Pfarrhofs ist ein geschütztes Baudenkmal mit der Aktennummer D-1-78-113-3 des BLfD.

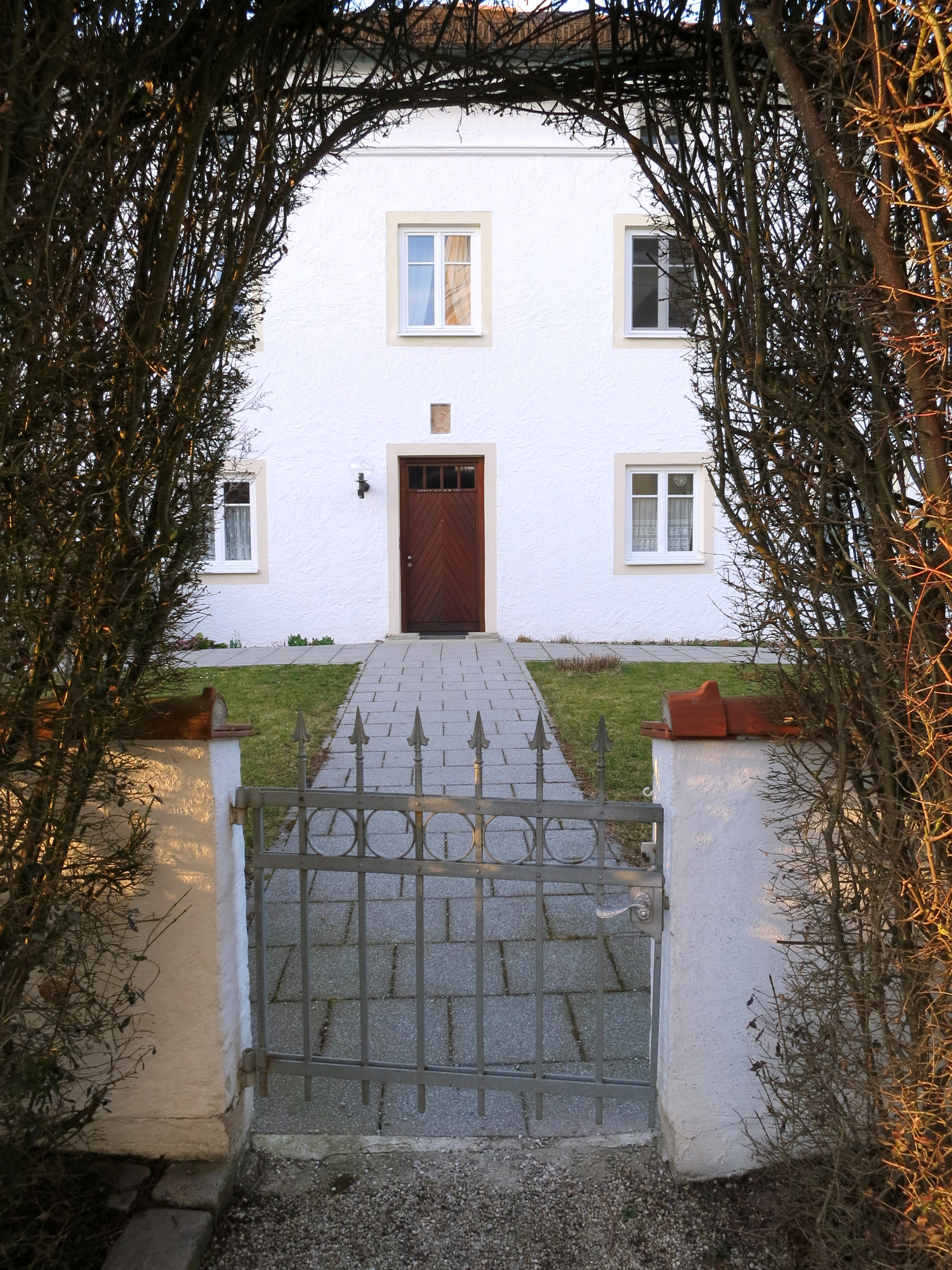
Zugang vom Friedhof und von der Kirche
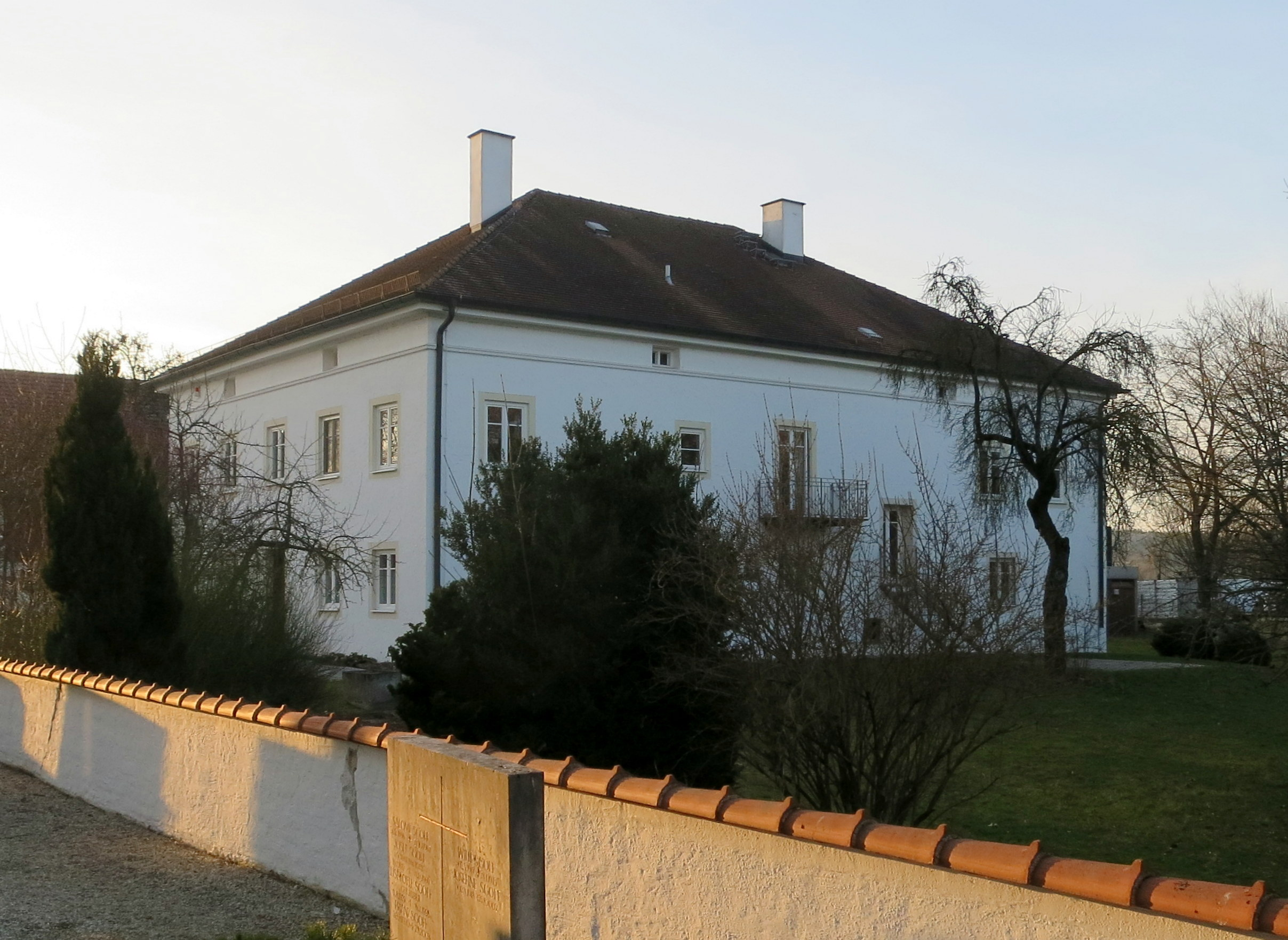
Rückseite und Pfarrgarten
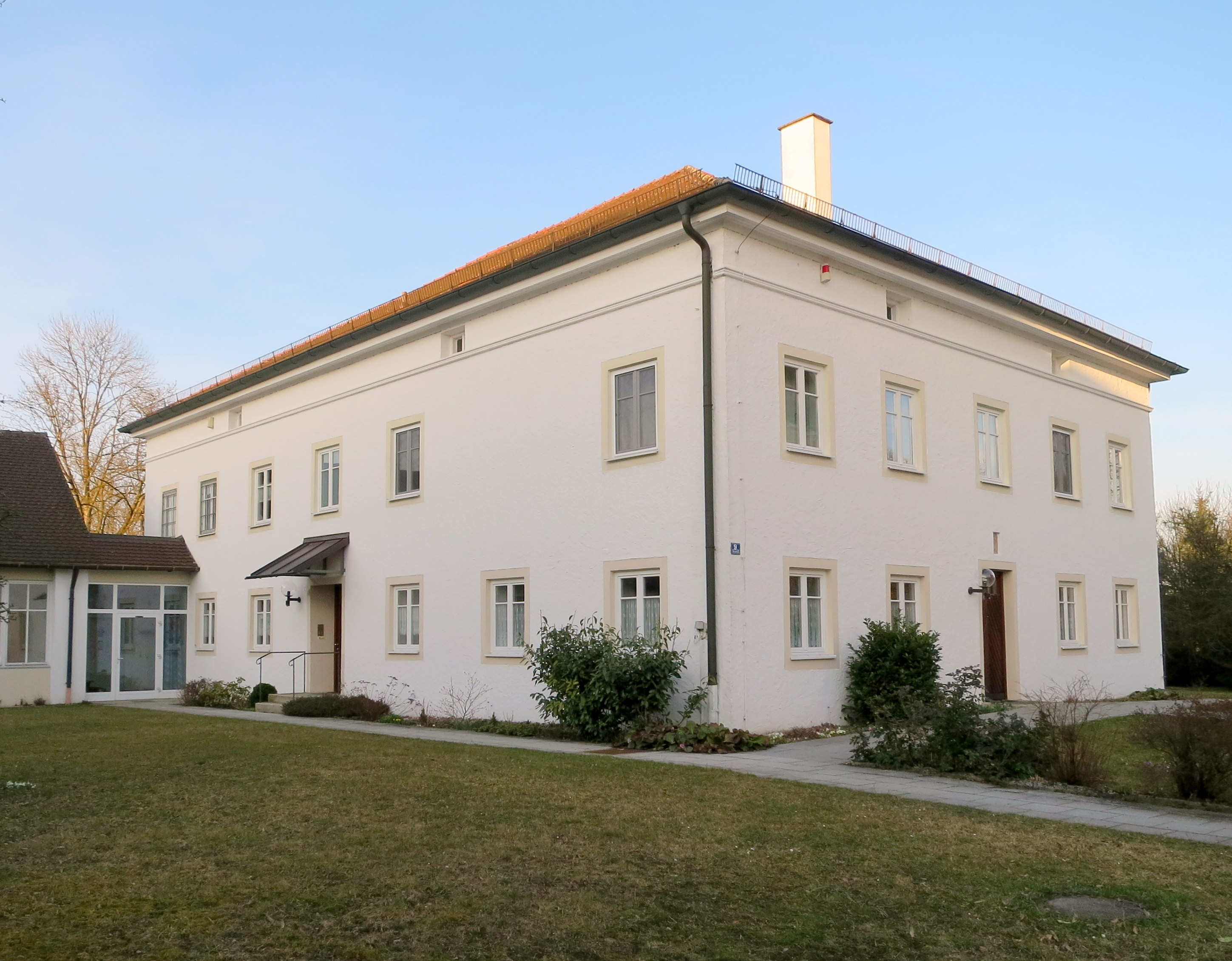
Vorderseite, links der Anbau des Pfarrsaals